# Friuli Grave Pinot nero riserva
Il Friuli Grave Pinot Nero riserva è un vino DOC la cui produzione è consentita nelle province di Pordenone e Udine.

## Caratteristiche organolettiche
- colore: rosso rubino tendente al granato se invecchiato.
- odore: delicato, caratteristico.
- sapore: asciutto.

## Produzione
Provincia, stagione, volume in ettolitri
- nessun dato disponibile